# 釧路銀行
釧路銀行（くしろぎんこう）は、かつて北海道釧路市に本店を置いていた地方銀行である。

## 概要
釧路銀行は、1907年（明治40年）に元農商務省次官の前田正名と、政商の武富善吉によって設立された地方銀行である。本店は釧路市に置かれ、当初より北海道東部における地域開発、特に阿寒湖周辺の山林事業や製紙業（前田製紙）と関連した事業への関与があったとされる。
前田は薩摩藩出身の官僚であり、北海道における殖産興業の一環として、同地で最初の製紙工場を設立した人物でもある。
なお、従来一部で見られる「政府の鉄道事業における支払い銀行としての機能」「主に不動産開発を行った」との記述については、信頼性の高い出典が確認されていないため、本記事では断定的な記述を避ける。

## 沿革
- 1900年（明治33年）：設立。
- 1907年：津田沼商業銀行を買収し、銀行業を開始。
- 1914年：本店を東京・神田須田町へ移転、「光正銀行」と改称。
- 1923年：「駒沢銀行」と商号変更。
- 1928年：銀行業務を第一銀行に譲渡し、「光正不動産株式会社」へ改称[3]。

## 現代の動向
2023年、東京都千代田区内神田に本社を置く光正不動産株式会社（所在地：東京都千代田区内神田2丁目2番5号）は、自社が旧釧路銀行を前身とする企業であると公式サイトで紹介している。
同社によれば、旧釧路銀行は大正初期に東京へ本店を移し、「光正銀行」と改称。昭和初期には銀行業務を譲渡し、不動産業に特化した「光正不動産株式会社」へ転換したとされている。
2023年以降、同社は「釧路銀行」の名称と関連権利を活用し、釧路地域に関する歴史・文化のアーカイブや価値再構築を目的とする事業活動を展開している。ただし、これらはあくまで企業活動の一環であり、金融機関としての営業は行っていない。